# Florent Laville
Florent Laville (ur. 7 sierpnia 1973 w Valence) – piłkarz francuski grający na pozycji środkowego obrońcy.

## Kariera klubowa
Karierę piłkarską Laville rozpoczął w klubie Olympique Lyon. W 1993 roku awansował do kadry pierwszego zespołu Monaco. 11 marca 1994 zadebiutował w jego barwach w Ligue 1 w wygranym 1:0 domowym meczu z AS Monaco. Od 1994 roku był podstawowym zawodnikiem Lyonu. W 2002 roku wywalczył z nim swoje pierwsze mistrzostwo Francji, a w sezonie 2002/2003 obronił z Olympique tytuł mistrzowski.
Na początku 2003 roku Laville przeszedł z Lyonu do angielskiego Boltonu Wanderers. W Premier League swój debiut zanotował 22 lutego 2003 w zremisowanym 1:1 domowym meczu z Manchesterem United. W Boltonie występował przez 2 lata i na początku 2005 roku trafił do Coventry City, występującego w Football League Championship. Latem 2005 wrócił do Francji i jeszcze przez kolejne dwa sezony grał w drugoligowej Bastii, w której zakończył karierę piłkarską.
| Sezon   | Klub             | Kraj    | Rozgrywki      | Mecze | Bramki |
| ------- | ---------------- | ------- | -------------- | ----- | ------ |
| 1993/94 | Olympique Lyon   | Francja | Ligue 1        | 8     | 0      |
| 1994/95 | Olympique Lyon   | Francja | Ligue 1        | 28    | 0      |
| 1995/96 | Olympique Lyon   | Francja | Ligue 1        | 28    | 0      |
| 1996/97 | Olympique Lyon   | Francja | Ligue 1        | 27    | 1      |
| 1997/98 | Olympique Lyon   | Francja | Ligue 1        | 29    | 0      |
| 1998/99 | Olympique Lyon   | Francja | Ligue 1        | 29    | 0      |
| 1999/00 | Olympique Lyon   | Francja | Ligue 1        | 28    | 0      |
| 2000/01 | Olympique Lyon   | Francja | Ligue 1        | 9     | 0      |
| 2001/02 | Olympique Lyon   | Francja | Ligue 1        | 13    | 0      |
| 2002/03 | Olympique Lyon   | Francja | Ligue 1        | 5     | 1      |
| 2002/03 | Bolton Wanderers | Anglia  | Premier League | 10    | 0      |
| 2003/04 | Bolton Wanderers | Anglia  | Premier League | 5     | 0      |
| 2004/05 | Bolton Wanderers | Anglia  | Premier League | 0     | 0      |
| 2004/05 | Coventry City    | Anglia  | Championship   | 6     | 0      |
| 2005/06 | SC Bastia        | Francja | Ligue 2        | 27    | 0      |
| 2006/07 | SC Bastia        | Francja | Ligue 2        | 10    | 1      |

## Kariera reprezentacyjna
W 1996 roku Laville został powołany przez Raymonda Domenecha do kadry Francji na Igrzyska Olimpijskie w Atlancie. Z Francją doszedł do ćwierćfinału.